# Laprida
Pour l'arrondissement, voir Laprida (partido).
Laprida est une ville de la province de Buenos Aires et capitale de l'arrondissement de la province de Buenos Aires.

## Personnalités liées à ce lieu
- Gabriela Michetti, Vice-présidente de la Nation argentine